# Thailändische Badmintonmeisterschaft 1959
Die Thailändische Badmintonmeisterschaft 1959 fand in Bangkok statt. Es war die achte Austragung der nationalen Meisterschaften von Thailand im Badminton.

## Titelträger
| Disziplin    | Sieger                                |
| ------------ | ------------------------------------- |
| Herreneinzel | Erland Kops                           |
| Dameneinzel  | Heather Ward                          |
| Herrendoppel | Narong Bhornchima Raphi Kanchanaraphi |
| Damendoppel  | Tan Gaik Bee Cecilia Samuel           |
| Mixed        | Raphi Kanchanaraphi Heather Ward      |